# محكمة الاستئناف
الاستئناف هو عندما يصدر حكم ابتدائي في حق متهم ما في قضية ما، أن يطلب إعادة النظر في الحكم عندما لا يروقه، وهو ما يسمى بالاستئناف، ويتم ذلك امام محكمة الاستئناف فهي تثبت الحكم الابتدائي أو تلغيه أو تزيد عليه، أما محكمة القضاء العليا فيخول لها أن تنقض الأحكام وحكمها نهائي لا ينقض ولا يرد.
فالاستئناف هو طريق طعن عادي، به يطرح الخصم الذي صدره الحكم كلياً أو جزئياً لغير صالحه، القضية كلها أو جزءا منها أمام محكمة أعلى من تلك التي أصدرت الحكم، وهي محكمة الاستئناف. ومن ثم، فمحل الاستئناف ليس «حكم أول درجة» ولكنه «نفس القضية» التي نظرها قاضي أول درجة. أما ما يكون في الحكم المطعون فيه من عيوب سواء اتصلت بعدالته أو بصحته فإنها تواجه في الاستئناف بطريق غير مباشر. فالمحكمة الاستئنافية لا تبحث ولا تحاكم حكم محكمة أول درجة لتراقب صحته أو عدالته، وإنما هي تبحث القضية من جديد (كمحكمة موضوع)، أي تبحثها للمرة الثانية بذات السلطات التي كانت مخولة لمحكمة الدرجة الأولى (فكلاهما محكمة موضوع)، تبحث الوقائع وتعيد تقدير الأدلة...الخ. فحتى لو كان حكم أول درجة معيباً فإن محكمة الاستئناف تبحث موضوع القضية مباشرة دون حاجة لبحث عيوب هذا الحكم، وهي عندما تصدر حكماً في هذا الموضوع فإنه يحل محل حكم أول درجة ويكون هو الحكم الوحيد في القضية.

## في تونس
- تعتبر محكمة الاستئناف في تونس ثاني أهم مركز قضائي عام في الدولة وذلك بعد محكمة ابتدائية التي تبقي ذات المكانة الأوفر في الجهاز القضائي، تكمن أهمية هذه المحكمة في أنها مكملة للمحكمة الابتدائية من ناحية استئناف الأحكام الابتدائية الصادرة عنها، فهي تنظر استئنافيا في كل القضايا التي تصلها وحسب فصل 41 مجلة مرافعات المدنية والتجارية «تنظر محكمة الاستئناف في جميع الأحكام الصادرة عن المحكمة الابتدائية استئنافيا»[2] فهي محكمة درجة ثانية، ومن المعروف أن أثار الانتقال إلى الاستئناف له أثرين الأول هو أثر انتقالي ينقل القضية برمتها دون تغيير إلى الطور التالي والأثر ثاني هو الأثر التعليقي أي أن الاستئناف يعلق الحكم الابتدائي ويؤجل تنغيذه.[3]